# 김은도
김은도(한국 한자: 金恩稻, 1994년 4월 11일 ~ )는 대한민국의 축구 선수이며, 포지션은 골키퍼이다.